# Championnats du monde de ski alpin 1932
Navigation
Mürren 1931 Innsbruck 1933
Les championnats du monde de ski alpin 1932 ont eu lieu à Cortina d'Ampezzo en Italie du 4 au 6 février 1932.
Chez les hommes, l'Autrichien Gustav Lantschner s'impose en descente et devient le premier champion du monde de ski alpin autrichien de l'histoire. L'Allemand Friedl Däuber remporte le slalom et le Suisse Otto Furrer gagne le combiné ainsi qu'une médaille d'argent en slalom et de bronze en descente.
Chez les femmes, la Suissesse Rösli Streiff réalise le doublé slalom-combiné et l'Italienne Paola Wiesinger remporte la descente. Les Autrichiennes Inge Wersin-Lantschner et Hady Lantschner gagnent quatre médailles : deux médailles d'argent pour Inge Wersin-Lantschneren en descente et en combiné et deux médailles de bronze pour Hady Lantschner en descente et en combiné. Les Britanniques Audrey Sale-Barker et Doreen Elliott complètent le podium en slalom.
Au classement par nations, la Suisse sort grand vainqueur avec 6 médailles dont 3 titres. L'Autriche remporte 8 médailles, mais ne compte qu'un titre.

## Palmarès

### Hommes
| Épreuves | Or                         | Argent               | Bronze                     |
| -------- | -------------------------- | -------------------- | -------------------------- |
| Descente | Gustav Lantschner Autriche | David Zogg Suisse    | Otto Furrer Suisse         |
| Slalom   | Friedl Däuber Allemagne    | Otto Furrer Suisse   | Hans Hauser Autriche       |
| Combiné  | Otto Furrer Suisse         | Hans Hauser Autriche | Gustav Lantschner Autriche |

### Femmes
| Épreuves | Or                     | Argent                          | Bronze                     |
| -------- | ---------------------- | ------------------------------- | -------------------------- |
| Descente | Paola Wiesinger Italie | Inge Wersin-Lantschner Autriche | Hady Lantschner Autriche   |
| Slalom   | Rösli Streiff Suisse   | Audrey Sale-Barker Royaume-Uni  | Doreen Elliott Royaume-Uni |
| Combiné  | Rösli Streiff Suisse   | Inge Wersin-Lantschner Autriche | Hady Lantschner Autriche   |

## Classement par nations
| Rang | Nation      | Or | Argent | Bronze | Total |
| ---- | ----------- | -- | ------ | ------ | ----- |
| 1    | Suisse      | 3  | 2      | 1      | 6     |
| 2    | Autriche    | 1  | 3      | 4      | 8     |
| 3    | Allemagne   | 1  | 0      | 0      | 1     |
| 3    | Italie      | 1  | 0      | 0      | 1     |
| 5    | Royaume-Uni | 0  | 1      | 1      | 2     |

## Participants par nations
| France | René Beckert François Dabos Daniel Dewulf René Lafforgue Robert Villecampe |